# 228

## Decese
- dată necunoscută: Domitius Ulpianus jurist roman (n. 170)